# Act of Valor
Act of Valor es una película de acción estadounidense de 2012 producida y dirigida por Mouse McCoy y Scott Waugh y escrita por Kurt Johnstad. La película está protagonizada por SEAL de la Marina de los EE. UU. en servicio activo y tripulantes de embarcaciones de combate de guerra especial de la Marina de los EE. UU., así como por Roselyn Sánchez, Jason Cottle, Alex Veadov, Nestor Serrano y Emilio Rivera.
Act of Valor fue estrenada en los Estados Unidos el 24 de febrero de 2012 por Relativity Media. La película recibió reseñas generalmente negativas de los críticos, pero fue un éxito de taquilla, recaudando más de $81 millones en todo el mundo con un presupuesto de producción de $12 millones. Fue nominada a Mejor canción original en la 70.ª edición de los Globos de Oro.

## Reparto
- Jason Cottle como Yuri / Mohammad Abu Shabal, un terrorista checheno
- Derrick Van Orden como el jefe senior Otto Miller
- Rorke Denver como el teniente Rorke James Engel, comandante de campo del SEAL Team 7
- Dave Hansen como el jefe Dave Nolan, jefe del SEAL Team 7
- Sonny Manson como Sonny, miembro del SEAL Team 7
- Brendan "Weimy" Weimholt como 'Weimy', miembro del SEAL Team 7
- Ajay "AJ" James como Ajay, miembro del SEAL Team 7
- Ray Mendoza como Ray, miembro del SEAL Team 7
- Douglas "Mike" Day como Mikey, miembro del SEAL Team 7
- Katelyn Lyons como la teniente Lyons, una oficial de la Marina de los EE. UU. (el personaje real sirve en el Ejército de los Estados Unidos)
- William "Bill" Austin como el jefe sénior del barco SWCC, Billy
- Duncan Smith como Capitán Duncan Smith
- Callaghan como el almirante Callaghan (el verdadero nombre del personaje es el contralmirante Dennis Moynihan)
- Alex Veadov como Mikhail 'Christo' Troykovich,[3] un traficante de drogas que trabaja con Shabal
- Roselyn Sánchez como oficial de la CIA Lisa Morales
- Néstor Serrano como oficial de la CIA Walter Ross
- Emilio Rivera como Sánchez, un matón principal del cartel
- Ernie Reyes, Jr. como Recruit, un terrorista suicida yihadista filipino reclutado por Shabal para lanzar ataques terroristas en los Estados Unidos.
- Drea Castro como Recruit, una terrorista suicida yihadista filipina reclutada por Shabal para lanzar ataques terroristas en los Estados Unidos.
- Marissa Labog como recluta, una terrorista suicida yihadista filipina reclutada por Shabal para lanzar ataques terroristas en los Estados Unidos.
- Keo Woolford como Recruit, un terrorista suicida yihadista filipino reclutado por Shabal para lanzar ataques terroristas en los Estados Unidos.
- Thomas Rosales, Jr. como RHM de Christo
- Antoni Corone como secuaz de yates
- Gonzalo Menéndez como el comandante Pedros, un comandante de las Fuerzas Especiales mexicanas que se une al equipo SEAL para derrotar a Shabal.
- Ailsa Marshall como Jackie Engel, esposa del teniente Engel

## Producción

### Desarrollo
En 2007, Mike McCoy y Scott Waugh de Bandito Brothers Production filmaron un video publicitario promocional para los Equipos de botes especiales que llevó a la Marina de los Estados Unidos a permitirles usar SEAL en servicio activo real y miembros del Equipo de botes especiales. Después de pasar mucho tiempo trabajando en estrecha colaboración con los SEAL y SWCC, McCoy y Waugh concibieron la idea de una película de acción moderna sobre esta fuerza de combate encubierta y de élite. A medida que Act of Valor se desarrollaba con los SEAL a bordo como asesores, los cineastas se dieron cuenta de que ningún actor podía representar de manera realista o cumplir físicamente los roles que habían escrito y los SEAL y SWCC reales fueron reclutados para protagonizar la película. Los miembros de los SEAL y del Special Boat Team permanecerían en el anonimato, ya que ninguno de sus nombres aparece en los créditos de la película. El fundador y entonces presidente/CEO de Legendary Pictures, Thomas Tull, se desempeña como productor ejecutivo.
Para la Marina, la película es una iniciativa para reclutar SEAL y SWCC. Según The Huffington Post, la Marina exigió la participación de los SEAL en servicio activo.
Después de una guerra de ofertas con Dark Castle Entertainment, Alcon Entertainment (ambas compañías tenían sus propios acuerdos de distribución respectivos con el entonces socio de Legendary, Warner Bros.), Lionsgate, y FilmDistrict, Relativity Media adquirió los derechos del proyecto el 12 de junio de 2011 por $13 millones y un compromiso de $30 millones en impresiones y publicidad. Deadline Hollywood lo llamó "el mayor dinero pagado por una película terminada con un elenco desconocido". El presupuesto de producción se estimó entre $15 millones y $18 millones.

### Fotografía principal

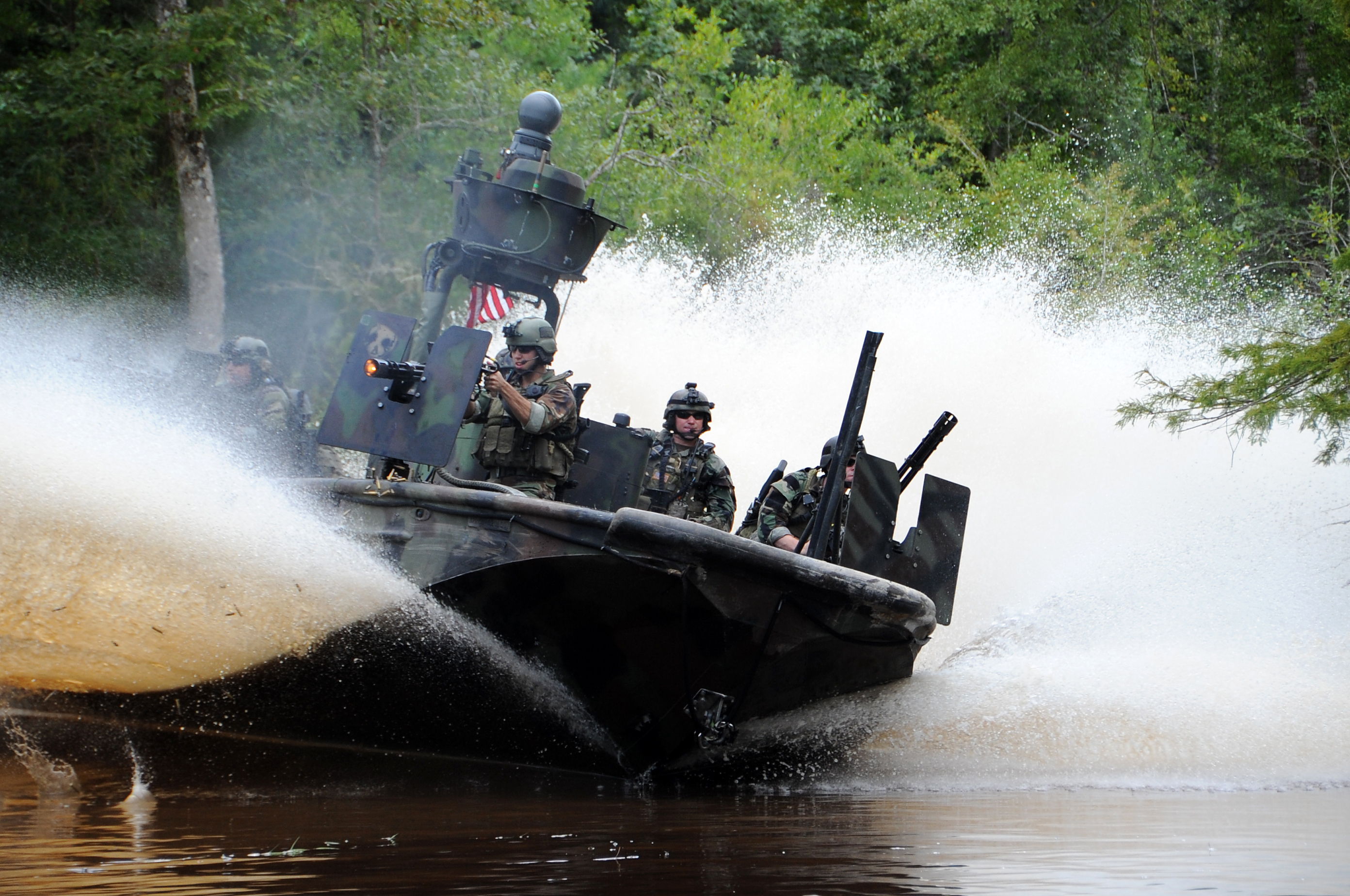
Rodaje de una escena con SWCC del Special Boat Team 22

El rodaje tuvo lugar en Camboya, donde se rodó una explosión en Nom Pen con 300 niños como extras. Las escenas se rodaron en San Diego en Blue Foot Bar y en una casa en el área de North Park. Otros lugares incluyeron México, Puerto Rico, Ucrania, Florida, y en el Centro espacial John C. Stennis en Misisipi.
El equipo filmó en los sitios de entrenamiento de la Marina para proporcionar escenarios realistas, como la base de un cartel de droga, un campamento terrorista en una isla aislada y el yate de un contrabandista.
El director de fotografía Shane Hurlbut usó cámaras Canon EOS 5D Mark II con lentes Zeiss ZE y Panavision Primo. Las cámaras siguieron las misiones planificadas de los SEAL en la película. Hurlbut usó un Zeiss ZE de 18 mm montado en los cascos de los SEAL para capturar su punto de vista. El Zeiss ZE de 25 mm se utilizó para capturar la luz natural que entra por las ventanas. El Zeiss ZE de 21 mm se usó como una leva de estaca para que un camión pudiera pasar por encima. La Marina mantuvo los privilegios de corte final para eliminar cualquier marco para abordar las preocupaciones de seguridad y mantuvo imágenes sin editar para usarlas en el entrenamiento de la vida real y otros fines.

## Estreno
Act of Valor estaba programada para ser estrenada el 17 de febrero de 2012 en los Estados Unidos para coincidir con el Día de los Presidentes, pero se retrasó hasta el 24 de febrero de 2012. La película se estrenó en el Reino Unido e Irlanda el 23 de marzo como Act of Valor de Momentum Pictures.

### Medios domésticos
Act of Valor se lanzó en Blu-ray Disc y DVD el 5 de junio de 2012 con una calificación R.